# El fantasma de Harrenhal
«El fantasma de Harrenhal» es el quinto episodio de la segunda temporada de la serie Game of Thrones, de HBO. El episodio fue escrito una vez más por los creadores de la serie David Benioff y D.B. Weiss y dirigido por David Petrarca. Se estrenó en Estados Unidos el 29 de abril de 2012.
El término Fantasma de Harrenhal, que le da nombre al episodio, es utilizado por Arya Stark para describirse mientras está en Harrenhal. El término es utilizado en Choque de reyes, libro en el que se basa la temporada, pero no es escuchado en la serie.

## Argumento

### En Tierra de Tormentas
El rey Renly Baratheon (Gethin Anthony) y Catelyn Stark (Michelle Fairley) negocian una alianza en la tienda del rey, con Brienne (Gwendoline Christie) sirviendo de guardia cuando la sombra engendrada por Melisandre irrumpe de improvisto y asesina al rey antes de desaparecer por completo. Dos guardias de Renly entran en la tienda y tomando erróneamente por asesina a Brienne, la atacan. Brienne los asesina y luego es convencida por Catelyn de escapar juntas para que Brienne algún día pueda vengar la muerte de su rey. En el camino, Brienne le jura lealtad a Catelyn, que promete no interferir cuando llegue el momento en que Brienne pueda vengarse de Stannis (Stephen Dillane).
Mientras tanto, la muerte de Renly causa confusión entre sus hombres. Ser Loras (Finn Jones) culpa a Stannis ávido de venganza, pero Petyr Baelish (Aidan Gillen) y la viuda de Renly, Margaery Tyrell (Natalie Dormer) lo convencen de escapar antes de la llegada de las tropas de Stannis. Cuando este llega, los abanderados de Renly le juran lealtad, y Davos (Liam Cunningham)  le advierte que se aleje de Melisandre porque entre sus soldados corre el rumor de que la sacerdotisa lo controla. Finalmente Stannis acepta no llevar a Melisandre a Desembarco del Rey cuando llegue el momento del asedio. Además Stannis le otorga el mando de su flota a Davos para el asedio.

### En Desembarco del Rey
Tyrion Lannister (Peter Dinklage) le saca más información a su primo Lancel (Eugene Simon), este revela que la Reina Regente Cercei ha estado almacenado grandes cantidades de fuego valyrio, una peligrosa sustancia inflamable. Tyrion visita al piromante real, su Sapiencia Hallyne (Roy Dotrice), que revela un alijo de unos ocho mil frascos de fuego valyrio que Joffrey planea catapultar a la flota de Stannis. Bronn (Jerome Flynn) duda de la efectividad del plan, pero Tyrion planea utilizarlo y reclama el alijo como suyo. Mientras cruzaban la ciudad, Tyrion escucha un agitador reclamar sobre la procedencia incestuosa del rey Joffrey, y queda sorprendido y hasta herido al escuchar al agitador culparlo de las fechorías de su sobrino.

### En las Islas de Hierro
Theon Greyjoy (Alfie Allen) ha sido nombrado capitán de un solo navío, con órdenes de asaltar las aldeas de pescadores en la costa norteña. Antes de partir, la tripulación de Theon le falta al respeto y lo dejan varado en el muelle. Su primer oficial, Dagmer Cleftjaw (Ralph Ineson), lo ayuda y le sugiere a Theon que gane el respeto de sus hombres con hechos y le sugiere que ataque la costa. Theon discrepa inicialmente, alegando que el disturbio atraerá las fuerzas de Invernalia, hasta que descubre el verdadero plan de Dagmer.

### En Invernalia
Bran (Isaac Hempstead-Wright) recibe las noticias del ataque a la  Ciudadela de Torrhen y ordena a Ser Rodrik (Ron Donachie) que reúna fuerzas para defenderla. Luego le cuenta a Osha (Natalia Tena) sus sueños recientes, en uno de los cuales Invernalia es arrasada por una gran inundación. También le pregunta a Osha sobre el cuervo de tres ojos de sus sueños, pero ésta se niega a responder.

### Más allá del Muro
En su viaje al Norte, la guardia se encuentra con Qhorin Mediamano (Simon Armstrong), un explorador experimentado de La Guardia de La Noche. Allí, en la antigua fortaleza de El Puño de Los Primeros Hombres, Qhorin advierte sobre los salvajes y como bajo el mandato de Mance Rayder, un antiguo explorador, estos se han organizado y se han vuelto más peligrosos. Con un pequeño grupo, Qhorin planea eliminar un punto de vigilancia salvaje. Jon Nieve (Kit Harington) insiste en unirse a Qhorin, y finalmente su petición es aceptada.

### Al otro lado del mar Angosto
Daenerys Targaryen (Emilia Clarke) disfruta de su estancia en Qarth y de ver poco a poco crecer a sus dragones. En una fiesta celebrada por Xaro Xhoan Daxos (Nonso Anozie), el hechicero Pyat Pree (Ian Hanmore) invita a Dany a visitar "La Casa de Los Eternos", y la enmascarada Quaithe (Laura Pradelska) advierte a Ser Jorah Mormont (Iain Glen) del peligro que corre Daenerys. Luego Xaro le muestra a Dany una bóveda cerrada que contiene todas sus riquezas. Tras esto pide la mano de Dany a cambio de la fortuna suficiente para tomar Desembarco del Rey. Jorah se opone a esto alegando que Dany debe conquistar el Trono de Hierro por sus propios medios y no como una marioneta de algún ricachón. Daenerys acaba aceptando el punto de vista de Jorah.

### En Harrenhal
Arya Stark (Maisie Williams) sirve como copera de Lord Tywin Lannister (Charles Dance). Durante una reunión, Tywin deduce que Arya es del Norte, pero continúa desconociendo su identidad. Luego Arya se encuentra con Jaqen H'ghar (Tom Wlaschiha), a quien ella había anteriormente salvado la vida, y que ahora viste el uniforme de soldado Lannister. Jaqen le ofrece la vida de tres personas, como agradecimiento por haberle salvado la vida. De esta forma, Arya nombraría a tres personas y Jaqen las asesinaría en nombre del Dios Rojo. Arya nombra a "Cosquillas", el cruel interrogador. Pronto, Arya se encuentra con "Cosquillas" muerto, y Jaqen le hace una señal a Arya, dando a entender que ha saldado una de tres deudas.

## Producción

### Guion
El guion es basado en los capítulos Daenerys II, Arya VII, Catelyn IV, Jon IV, Bran V, Catelyn V, Tyrion V, Tyrion VIII y Jon V (21, 28, 31, 34, 35, 36, 37, 40, y 44) del libro Choque de reyes, de George R. R. Martin.
Existen varias diferencias entre el libro y lo narrado en el episodio, entre otras el cambio hecho al personaje de Xaros Xhoan Daxos, que ha sido drásticamente cambiado de homosexual a heterosexual de orígenes humildes y con una bóveda jamás mencionada en la novela.

## Recepción

### Audiencia
El estreno del episodio tuvo una audiencia de 3,903 millones de personas.  La repetición trajo un adicional de telespectadores de   0,8 millones, para lograr un total de 4,7 millones.

### Crítica
"The Ghost of Harrenhal" recibió críticas generalmente positivas, James Hibberd de Entertainment Weekly lo encontró "uno de los dos episodios más fuertes de la temporada".   Jace Lacob lo consideró  "sensacional". Matt Richental de TV fanatic lo nombró como " otro disfrutable, complejo, enredado episodio de Juego de Tronos". Matt Fowler de IGN le otorgó al episodio un 8.5/10, y David Sims de The AV Club un A- y Todd VanDerWerff lo calificó con un B+.